# Roque Sáenz Peña
Pour les articles homonymes, voir Peña (homonymie) et Sáenz.
 (janvier 2017).
Si vous disposez d'ouvrages ou d'articles de référence ou si vous connaissez des sites web de qualité traitant du thème abordé ici, merci de compléter l'article en donnant les références utiles à sa vérifiabilité et en les liant à la section « Notes et références ».
Roque Sáenz Peña, né le 19 mars 1851 à Buenos Aires et mort le à Buenos Aires, est un avocat et homme politique argentin, président de son pays du 12 octobre 1910 au 9 août 1914. Il fut combattant volontaire au sein de l'armée péruvienne lors de la Guerre du Pacifique.

## Premières années
Fils de Luis Sáenz Peña et de Cipriana du Cos de La Hitte, sa famille était composée d'anciens partisans de Rosas, et notamment ses deux grands-pères avaient été députés durant le gouvernement de ce dernier. Après la défaite de Rosas à Caseros, la famille ne changea pas ses convictions fédéralistes et tous se maintinrent éloignés de la fonction publique. Après des études secondaires au Collège national de Buenos Aires, il obtint son diplôme de droit en 1875.
En 1874 il devint commandant en second des Gardes Nationaux, mais demanda bientôt à en être relevé. Opposé à Bartolomé Mitre, il milita au sein du Parti Autonomiste dirigé par Adolfo Alsina et en 1876 fut élu député de la province de Buenos Aires. Il n'avait que vingt-cinq ans, mais devint président de cette assemblée. En 1878, en raison de la politique conciliatrice du président Avellaneda qui, politicien autonomiste, faisait d'énormes concessions à la partie adverse, Sáenz Peña renonça à sa charge et abandonna provisoirement la politique.

## Guerre du Pacifique
Quand la guerre du Pacifique éclata entre le Chili et le Pérou, en 1879, il quitta secrètement l'Argentine pour se rendre à Lima. Il offrit ses services au Pérou qui lui donna le grade de Colonel.
Lors de la bataille de Tarapacá, il prit le commandement et fit reculer les troupes chiliennes. Peu après, blessé, il fut fait prisonnier et incarcéré près de Santiago du Chili. Mis en liberté au bout de trois mois, il retourna en Argentine, à Buenos Aires en septembre 1880. Le Congrès le rétablit, par un vote unanime, dans sa citoyenneté argentine, qu'il avait perdue automatiquement en s'engageant dans l'armée péruvienne.

## Actes politiques ultérieurs
Premier mandat présidentiel du général Roca. Son ministre des Relations extérieures, Bernardo de Irigoyen le nomma sous-secrétaire d'État en 1881. En 1883, il fonda la revue Sud América, dans laquelle ses idées américanistes furent publiées amplement. Il appuya la candidature présidentielle de Miguel Juárez Celman. En 1887, il fut désigné par ce dernier, devenu président, ministre plénipotentiaire en Uruguay. En 1889 - 1890, avec Manuel Quintana, il représenta l'Argentine à la Conférence de Washington. Il y défendit le principe de l'inviolabilité des États et s'opposa ardemment au projet américain de créer une union douanière continentale. De retour au pays, le gouvernement de Juárez Celman était agonisant et tomba bientôt.
Au milieu de la grave crise politique et économique qui secouait le pays, Roque Sáenz Peña apparut comme le favori en vue des élections présidentielles de 1892. Il possédait un appui important auprès de la jeunesse et au sein de la province de Buenos Aires. Pour saboter sa candidature, Mitre, allié à Roca, provoqua alors celle de son propre père, Luis Sáenz Peña. Plutôt que d'affronter son père, Roque préféra renoncer à sa candidature. Les élections donnèrent la victoire à Luis Sáenz Peña, qui désigna Roque chef du régiment des Gardes Nationaux. En juin 1892 il fut élu sénateur de la province de Buenos Aires, mais peu après il renonça aux deux charges et se retira de la vie publique, partant vivre en province d'Entre Ríos.
En 1905, en reconnaissance à son attitude durant la guerre du Pacifique, il fut invité officiellement au Pérou, où il reçut la médaille d'or octroyée par le Congrès, et les gallons de général de brigade de l'armée péruvienne.
En 1906, le gouvernement de José Figueroa Alcorta le désigna représentant pour assister aux fêtes du mariage du roi Alphonse XIII d'Espagne. Il mena ensuite plusieurs missions en Europe dont la participation à la Seconde conférence de la paix à La Haye où il soutint une position favorable à la création d'un tribunal international d'arbitrage. En 1909 il fit partie du tribunal d'arbitrage qui arbitra des différends entre les États-Unis et le Venezuela. En 1910, durant un voyage en Italie, il proclama sa candidature à la présidence de la République argentine.

## Président de la nation
Élu, il assuma la présidence le 12 octobre 1910. Ses efforts se concentrèrent sur la démocratisation de la vie politique, grâce à une réforme électorale basée sur trois principes : le vote secret, obligatoire, et le registre électoral. Parmi les opposants à son gouvernement se trouvaient les bénéficiaires de l'ancien régime électoral qui sentaient leurs privilèges menacés par la réforme. Aussi beaucoup de parlementaires de secteurs conservateurs créèrent un maximum d'obstacles à la réforme, mais plutôt de manière cachée et détournée. Elle fut cependant proclamée le 10 février 1912 comme Loi N° 8871, connue depuis lors comme loi Sáenz Peña. Pour des raisons de santé il dut déléguer son mandat présidentiel à son vice-président Victorino de la Plaza. Il mourut deux ans avant la fin de son mandat, le 9 août 1914.